# فرد مورتنسن
فرد مورتنسن (بالإنجليزية: Fred Mortensen)‏ هو لاعب كرة قدم أمريكية أمريكي، ولد في 24 مارس 1954 في سافورد في الولايات المتحدة.